# PAX8

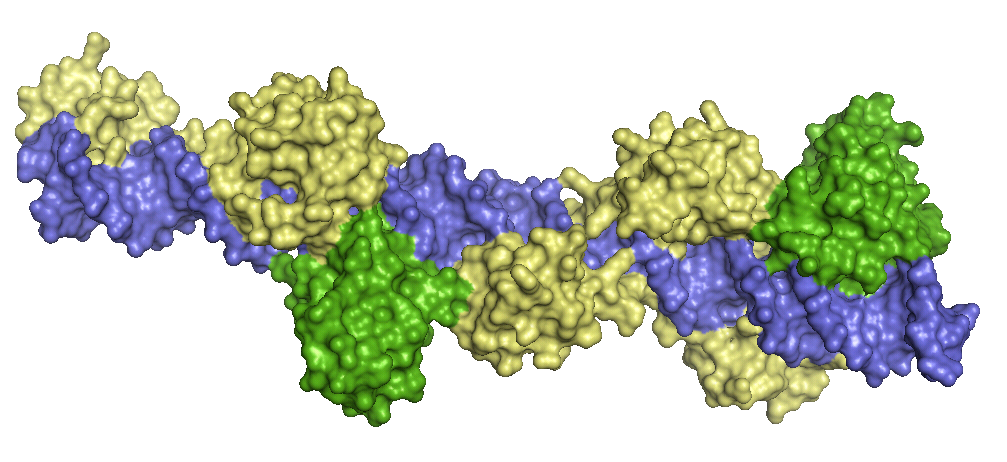
PAX-5 (jaune) avec ETS-1 (vert) sur ADN (bleu) après PDB 1K78

Le PAX8 (pour « Paired box gene 8 ») est une protéine dont le gène, PAX8, est situé sur le chromosome 2 humain.

## En médecine
Il est exprimé dans les cellules rénales normales ainsi que dans presque totalité des tumeurs cancéreuses rénales (locales ou métastatiques), et dans une moindre proportion, en cas de tumeur à cellules claires. Sa recherche est ainsi un outil pour identifier l'origine d'une tumeur métastatique.